# Manuel Antônio de Oliveira Lopes
Manuel Antônio de Oliveira Lopes (* 2. Oktober 1861 in São Gonçalo dos Campos, Bahia, Brasilien; † 27. Juli 1922) war ein brasilianischer Geistlicher und römisch-katholischer Erzbischof von Maceió.

## Leben
Manuel Antônio de Oliveira Lopes empfing am 20. November 1886 das Sakrament der Priesterweihe.
Am 7. April 1908 ernannte ihn Papst Pius X. zum Titularbischof von Tabae und zum Koadjutorbischof von Ceará. Der Erzbischof von São Salvador da Bahia, Jerônimo Tomé da Silva, spendete ihm am 6. September desselben Jahres die Bischofsweihe.
Am 26. November 1910 bestellte ihn Pius X. zum Bischof von Alagoas (später Bistum Maceió). Manuel Antônio de Oliveira Lopes wurde am 13. Februar 1920 infolge der Erhebung des Bistums Maceió zum Erzbistum erster Erzbischof von Maceió.